# ピッカリンギア (小惑星)
ピッカリンギア (784 Pickeringia) は小惑星帯に位置する小惑星である。1914年5月20日、ジョエル・ヘイスティングス・メトカーフが発見した。
アメリカ合衆国の天文学者の兄弟エドワード・ピッカリングとウィリアム・ヘンリー・ピッカリングに因んで命名された。